# Batteria di scarpa XXI
La batteria di scarpa XXI, originariamente chiamata Grabens-Batterie n. XXI, è una fortificazione situata lungo le mura magistrali di Verona, sulla sinistra d'Adige.

## Storia e descrizione
Una prima fase costruttiva è relativa alla realizzazione della cortina muraria scaligera su commissione del signore Cangrande della Scala, avvenuta tra 1321 e 1324 su progetto del maestro Calzaro, che previde anche lo scavo del fossato in un banco di tufo. Viste le mutate esigenze difensive derivate dall'introduzione della polvere da sparo, nell'Ottocento si decise di rafforzare il tratto di mura che va dalla rondella di Santa Toscana a quella di San Zeno in Monte; nel 1840 venne così realizzata dall'Imperiale Regio Ufficio delle Fortificazioni di Verona la batteria di scarpa per le artiglierie da fortezza, annessa alla cinta medievale.
La fortificazione è una rondella a pianta circolare e di muratura e terra, posta di fianco alla torre scaligera n. 11. Riprende il tipo fortificatorio introdotto a Verona da Teodoro Trivulzio, a tracciato circolare e con postazioni di artiglieria disposte nella casamatta anulare. La muratura, a scarpa fino alla cordonatura di pietra, è rivestita da blocchi di tufo disposti a opus poligonale. La fortificazione è stata ideata per la difesa attiva, infatti sulla destra della struttura si trova una porta di sortita per sola fanteria, collegata al piano della circonvallazione interna mediante una rampa rettilinea. Si evidenzia infine come la muratura della torre n. 11, diversamente dalle altre torri della cinta scaligera, è interamente di laterizio.